# Inteligență extraterestră
Inteligență extraterestră se referă la o ipotetică viața extraterestră inteligentă. Întrebarea dacă există alte lumi locuite a fost dezbătută încă din cele mai vechi timpuri. Forma modernă a conceptului a apărut atunci când Revoluția copernicană a demonstrat că Pământul era o planetă care se învârte în jurul Soarelui, iar alte planete erau, în schimb, alte lumi. Întrebarea dacă există alte planete locuite a fost o consecință naturală a acestei noi înțelegeri. A devenit una dintre cele mai speculative întrebări din știință și este o temă centrală a științifico-fantasticului și a culturii populare.

## Inteligența
Inteligența este, împreună cu conceptul mai precis de înțelepciune, folosită pentru a descrie viața extraterestră cu abilități cognitive similare cu cele ale oamenilor. Un alt termen interschimbabil este sophoncy, inventat pentru prima dată de Karen Anderson și publicat în lucrările din 1966 de soțul ei Poul Anderson.
Perceperea simțirilor, ca și conștiința, este un concept folosit uneori în mod greșit pentru a se referi la conceptul de inteligență și înțelepciune extraterestră, deoarece nu exclude formele de viață care nu sunt simțitoare.
Termenul de civilizație extraterestră încadrează un caz mai particular de inteligență extraterestră. Este posibilul rezultat pe termen lung al vieții extraterestre inteligente și în mod specific simțitoare.

## Probabilitatea existenței inteligenței extraterestre
Principiul copernican este generalizat la conceptul relativist conform căruia oamenii nu sunt observatori privilegiați ai universului.  Mulți oameni de știință eminenți, inclusiv Stephen Hawking, au sugerat că, din cauza dimensiunilor vaste a universului, este puțin probabil ca viața inteligentă să nu apară în altă parte. Cu toate acestea, paradoxul Fermi evidențiază contradicția aparentă dintre estimările ridicate ale probabilității existenței unei civilizații extraterestre și lipsa contactului uman cu astfel de civilizații în prezent și trecut, sau dovezi ale unui astfel de contact în trecut.
Scara lui Kardașev este o metodă speculativă de măsurare a nivelului de progres tehnologic al unei civilizații, pe baza cantității de energie pe care o poate folosi o civilizație.
Ecuația lui Drake este un argument probabilistic folosit pentru a estima numărul de civilizații extraterestre active, care comunică, din galaxia Calea Lactee.

## Search for Extra-Terrestrial Intelligence
A existat o căutare a unor semnale produse de inteligența extraterestră de câteva decenii, fără rezultate solide. Search for Extra-Terrestrial Intelligence în română are sensul de Căutarea Vieții Extraterestre Inteligente - căutarea în cosmos a unor semnale ce ar putea proveni de la civilizații extraterestre dezvoltate, inteligente. Există și un institut internațional de cercetare pe acest domeniu, numit SETI Institute. SETI folosește radiotelescoape pentru a căuta semnale radio din Univers cu lățime de bandă îngustă. Aceste semnale nu sunt cunoscute să apară în mod natural, în consecință detectarea lor poate furniza dovezi ale unei tehnologii extraterestre.

## Impactul contactului cu o inteligență extraterestră
Impactul cultural potențial al contactului cu o civilizație extraterestră se referă la totalitatea schimbărilor aduse științei terestre, tehnologiei, religiei, politicii și ecosistemelor care ar rezulta din contactul cu o civilizație extraterestră. Acest concept este strâns legat de căutarea vieții inteligente extraterestre (SETI), care încearcă să găsească o viață inteligentă în spațiul non-terestru, spre deosebire de analiza implicațiilor și consecințelor unui astfel de contact.
Modificările potențiale care rezultă din contactul cu o civilizație extraterestră ar putea varia foarte mult în funcție de magnitudine și de tipul contactului, de nivelul de avansare tehnologică, a gradului de bunăvoință sau de agresiune a civilizației extraterestre, de etica acesteia și de nivelul de înțelegere reciprocă între aceasta și omenire. Mediul prin care este contactată omenirea, fie că este vorba de radiație electromagnetică, fie interacțiune fizică directă, fie prin obiecte extraterestre etc. ar putea influența rezultatul contactului respectiv. Luând în considerare toți acești factori, s-au dezvoltat mai multe teorii pentru a se încerca să se definească implicațiile unui contact extraterestru.
Un contact cu o civilizație superioară tehnologic, cu un avans uriaș față de omenire, a fost adesea comparat cu întâlnirea dintre două culturi umane foarte diferite, mai ales cu Schimbul columbian sau Marele Schimb dintre cele două Americi, Africa de Vest și Lumea Veche din secolele al XV-lea și al XVI-lea. Astfel de întâlniri au avut ca rezultat distrugerea civilizației contactate (spre deosebire de „contactor”, care inițiază contactul) și, prin urmare, distrugerea civilizației umane ar putea fi rezultatul posibil contactului cu o civilizație extraterestră. Alte studii resping această ipoteză, sugerând un impact științific benefic ca revoluția copernicană sau darwiniană. Contactul cu o civilizație extraterestră este, de asemenea, analog cu numeroasele întâlniri între speciile native și invazive non-umane care ocupă aceeași nișă ecologică. Cu toate acestea, în absența unui contact public verificabil până în prezent este imposibil de prezis cu certitudine care ar fi rezultatul.

## Ufologie
Ufologia este un neologism inventat pentru a descrie eforturile colective ale celor care studiază obiectele zburătoare neidentificate (OZN), rapoarte și dovezi asociate. Deși ufologia nu reprezintă un domeniu academic de cercetare, OZN-urile au fost supuse diferitelor investigații de-a lungul anilor de către guverne și academicieni independenți. Nici unul dintre aceste studii n-a ajuns la concluzia în mod oficial că vreun raport ar fi cauzat de nave spațiale extraterestre (de exemplu Seeds 1995: A4). Unele studii au fost neutre în concluziile lor, dar au susținut că principalele cazuri inexplicabile trebuiesc studiate științific în continuare. Ufologia este considerată pseudoștiință.
Ipoteza extraterestră este ideea că unele OZN-uri sunt vehicule care conțin sau care sunt trimise de ființe extraterestre (denumite de obicei extratereștri în acest context). Ca o explicație pentru OZN-uri, ipoteza extraterestră este uneori în contrastat cu inteligența interdimensională, vezi de exemplu ipotezele lui J. Allen Hynek sau Jacques Vallée.